# María Suceso Portales Casamar
María Suceso Portales Casamar (Zahínos, Badajoz, 4 de març de 1904 – Sevilla, 23 de gener de 1999) va ser una militant anarcofeminista de la CNT.
Nascuda a Zahínos, en el si d'una família culta, el pare era Francisco Portales Sirgado, mestre de professió i la mare Luisa Casamar Portales. Havien tingut catorze fills, dels quals van sobreviure menys de la meitat: Luis, Juan, Luisa, Suceso i Hortensia Portales. Tots ells, intel·lectuals i militants anarquistes, van ser durament castigats per la repressió franquista juntament amb diversos membres de la família materna dels Casamar.
Maria Suceso Portales, mestra i modista, des del 1934 va destacar en la lluita per la justícia social i els drets de les dones. El 1936 va col·laborar en la fundació del col·lectiu Mujeres Libres. En esclatar la Guerra Civil espanyola, es va traslladar a Guadalajara, on va actuar com a propagandista i assessora dels camperols. El 20 d'agost de 1937 va participar en el I Congrés de Dones Anarquistes Confederades a València. A Barcelona, va participar activament en la creació de la Granja-Escola de Sant Gervasi, dins del programa d'acolliment d'infants refugiats i va participar en la Conferència Nacional de Mujeres Libres.
Va ser companya d'Acracio Ruiz Gutiérrez. El 1939 la derrota del bàndol republicà la va sorprendre al port d'Alacant, d'on va aconseguir fugir a la Gran Bretanya a bord del vaixell Galatea. Es va establir durant un temps a Londres. Va participar en diverses publicacions llibertàries i va contactar amb els resistents. Va prendre part en tots els actes i manifestacions que es van organitzar contra el règim franquista (entre elles, les visites dels ministres Fernando Castiella el 1960 i Manuel Fraga el 1963). El 1962 va contactar amb antigues companyes llibertàries exiliades a França i van tornar a editar la revista Mujeres Libres, portaveu de la Federació del Moviment Llibertari Espanyol a l'exili. El 1972 es va instal·lar Montadin, prop de Besiers, on vivia Sara Berenguer, i es va encarregar de l'edició de l'edició de la revista fins al 1976.
Durant la transició democràtica va tornar a Espanya i cap als anys 1980 es va instal·lar a Novelda i més tard a Sevilla, on va morir.

## Reconeixements
El 2017 l'ajuntament de Zahínos li va dedicar un carrer. El 2019 l'ajuntament de Mèrida li va retre homenatge i li va dedicar una plaça a la zona sud del municipi.
La Diputació de Cáceres, amb la finalitat d'apropar l'art i la cultura a les zones rurals, cada any organitza a l'entitat local menor de La Moheda de Gata, els certàmens de teatre feminista Suceso Portales per conscienciar la població sobre estereotips i rols de gènere.